# Все, що потрібно тобі — це любов
«Все, що потрібно тобі — це любов» (дан. Den skaldede frisør) — фільм данської режисерки Сюзанни Бір з Пірсом Броснаном та Тріне Дюрхольм в головних ролях. Картина отримала премію «Роберт», вручається Данської кіноакадемією, в категоріях «Найкраща жіноча роль» та «Приз глядацьких симпатій за найкращу комедію».

## Зміст
Іда — перукар, в результаті лікування від раку молочної залози позбулася волосся і грудей. Вона готується до майбутнього весілля своєї дочки Астрід зі студентом Патріком. Водночас Іда дізнається, що її чоловік Ляйф зраджує їй з молодою дівчиною-бухгалтером Тільдою. На довершення син Іди йде в армію. У відчаї Іда їде до Італії на весілля, і по дорозі в аеропорт потрапляє в аварію. Як виявилося, чоловік, з яким вона зіткнулася — овдовілий батько Патріка Филіп — торговець овочами і мільйонер. Він британець, свого часу одружився з датчанкою, яка пізніше загинула в автоаварії. Филіп підтримує теплі і довірчі відносини з емоційною і прямолінійною сестрою своєї загиблої дружини.
Іда прилітає до Італії, де має відбутися весілля. Наступного дня прибуває і її чоловік разом з Тільдою. Астрід вражена розривом її батьків, і Іда намагається заспокоїти її. Паралельно поліпшуються відносини Іди з Филліппом, спочатку напружені через аварію. Одного разу він бачить, як оголена Іда виходить з моря без перуки, і переймається до неї жалістю. Він навіть позичає їй гроші на покупку сукні.
Астрід і Патрік зневірюються у своїй любові один до одного, в той час як їхні батьки зближуються. Незабаром на весілля приїжджає і брат Астрід, який зламав руку. На весіллі вся сім'я нарешті отримує можливість виговоритися. Астрід і Патрік не одружуються. Іда їде. Ляйф повертається до неї, але вона відкидає його.
Через два роки в перукарню до Іді приїжджає Филіп. Через цей час їхні почуття не згасли.

## Історія створення
«Любов — це все, що тобі потрібно» став наступним фільмом Сюзанни Бір після драми «Помста», що отримала премію «Оскар» за найкращий фільм іноземною мовою. Зйомки «Любові» проходили в італійському місті Сорренто. Головні ролі отримали відомий ірландський актор Пірс Броснан і Тріне Дюрхольм, втілила одного з основних персонажів в «Помсти». Згідно з інтерв'ю Дюрхольм, на початку зйомок вона відчувала себе трохи скуто у спільних з Броснаном сценах, але швидко розкрилася.
В оригіналі картина отримала назву Den skaldede frisør, що перекладається як «Лиса перукарка», однак при виході в міжнародний прокат була перейменована в «Любов — це все, що тобі потрібно» (англ. Love Is All You Need).
Прем'єра фільму відбулося 2 вересня 2012 року на 69-му Венеціанському кінофестивалі, де він був показаний поза конкурсом.

## У ролях
| Актор                   | Роль      |
| ----------------------- | --------- |
| Пірс Броснан            | Филіп     |
| Тріне Дюрхольм          | Іда       |
| Кім Боднія              | Ляйф      |
| Паприка Стеєн           | Бенедикте |
| Кристіан Шамбург-Мюллер | Тільда    |
| Моллі Егелінд           | Астрід    |
| Себастьян Йессен        | Патрик    |
| Мікі Скіл Хансен        | Кеннет    |
| Боділ Йоргенсен         | Ліззі     |
| Ліне Крусе              | Біттен    |

## Критика
Фільм отримав змішані відгуки. Так, рецензент Toronto Star написав, що «єдиний огріх фільму в тому, що вдівець Филіп занадто швидко перетворюється в ніжного Ромео». Водночас оглядач «Відомостей» написала, що «фільм з одного боку — еталонно дубовий, з іншого — прекумедно що тасує штампи жанру, які в даному конкретному випадку перекладені зовсім несподіваними для такого кіно елементами». Рецензент Daily News також зазначила численні кліше у фільмі і написала, що «загадка, як такі талановиті кінематографісти разом створили такий цинічно поверхневий продукт».
Режисура Бір, як і фільм загалом, була неоднозначно сприйнята пресою. Критик з газети «Коммерсантъ» назвала її «досить невиразною і абсолютно дамській». Рецензент з New York Post написав: «Данський режисер Сюзанна Бір, що отримав премію „Оскар“ за найкращий фільм іноземною мовою за драму „Помста“, не скупиться на пейзажі і сентиментальності в цій романтичній комедії. Вона змішує помірну гостроту і чесні емоції, щоб зробити цей фільм ідеальним, принаймні для літніх пар».
Багато рецензенти особливо відзначили сцену, коли Филіп бачить оголену Іду, як один з найкращих моментів фільму.

## Нагороди та номінації
| Нагороди та номінації | Нагороди та номінації | Нагороди та номінації                        | Нагороди та номінації                  | Нагороди та номінації |
| Нагорода              | Рік                   | Категорія                                    | Номінант(и)                            | Підсумок              |
| --------------------- | --------------------- | -------------------------------------------- | -------------------------------------- | --------------------- |
| Боділ                 | 2013                  | Найкраща жіноча роль                         | Тріне Дюрхольм                         | Номінація             |
| Роберт                | 2013                  | Найкращий фільм                              |                                        | Номінація             |
| Роберт                | 2013                  | Найкраща режисерська робота                  | Сюзанна Бір                            | Номінація             |
| Роберт                | 2013                  | Найкращий оригінальний сценарій              | Андерс Томас Йенсен Сюзанна Бір        | Номінація             |
| Роберт                | 2013                  | Найкраща жіноча роль                         | Тріне Дюрхольм                         | Перемога              |
| Роберт                | 2013                  | Найкраща жіноча роль другого плану           | Моллі Егелінд                          | Номінація             |
| Роберт                | 2013                  | Приз глядацьких симпатій за найкращу комедію |                                        | Перемога              |
| Роберт                | 2013                  | Найкращий дизайн постера                     | Петер Грант                            | Номінація             |
| Роберт                | 2013                  | Найкращий монтаж                             | Мортен Егхольм Пернілла Беч Крістенсен | Номінація             |
| Зулу                  | 2013                  | Найкращий фільм                              |                                        | Номінація             |
| Зулу                  | 2013                  | Найкраща чоловіча роль                       | Кім Боднія                             | Номінація             |
| Зулу                  | 2013                  | Найкраща жіноча роль                         | Тріне Дюрхольм                         | Перемога              |
| Зулу                  | 2013                  | Найкраща жіноча роль                         | Моллі Егелінд                          | Номінація             |